# Habib Sylla
Habib Sylla (Agboville, 12 febbraio 1999) è un calciatore ivoriano, difensore dell'União Leiria.

## Carriera
Nato ad Agboville, si forma calcisticamente nel settore giovanile del Vitória Guimarães. Nel 2020 viene tesserato dal Marinhense, società militante nella terza divisione portoghese; rimane a giocare nella terza divisione portoghese anche l'anno successivo, quando si trasferisce all'União Leiria. Il 29 giugno 2022 viene acquistato dal Chaves, club di massima divisione, compiendo un doppio salto di categoria. Il 15 agosto successivo ha esordito in Primeira Liga, in occasione dell'incontro vinto per 1-2 contro il Marítimo.

## Statistiche

### Presenze e reti nei club
Statistiche aggiornate al 30 gennaio 2023.
| Stagione        | Squadra         | Campionato      | Campionato | Campionato | Coppe nazionali | Coppe nazionali | Coppe nazionali | Coppe continentali | Coppe continentali | Coppe continentali | Altre coppe | Altre coppe | Altre coppe | Totale | Totale |
| Stagione        | Squadra         | Comp            | Pres       | Reti       | Comp            | Pres            | Reti            | Comp               | Pres               | Reti               | Comp        | Pres        | Reti        | Pres   | Reti   |
| --------------- | --------------- | --------------- | ---------- | ---------- | --------------- | --------------- | --------------- | ------------------ | ------------------ | ------------------ | ----------- | ----------- | ----------- | ------ | ------ |
| 2020-2021       | Marinhense      | CdP             | 19         | 0          | CP              | 1               | 0               |                    | -                  | -                  |             | -           | -           | 20     | 0      |
| 2021-2022       | União Leiria    | L3              | 29         | 3          | CP              | 1               | 0               |                    | -                  | -                  |             | -           | -           | 30     | 3      |
| 2022-2023       | Chaves          | PL              | 5          | 0          | CP+CdL          | 1+1             | 0               |                    | -                  | -                  |             | -           | -           | 7      | 0      |
| Totale carriera | Totale carriera | Totale carriera | 53         | 3          |                 | 4               | 0               |                    | -                  | -                  |             | -           | -           | 57     | 3      |